# 乍都節公園

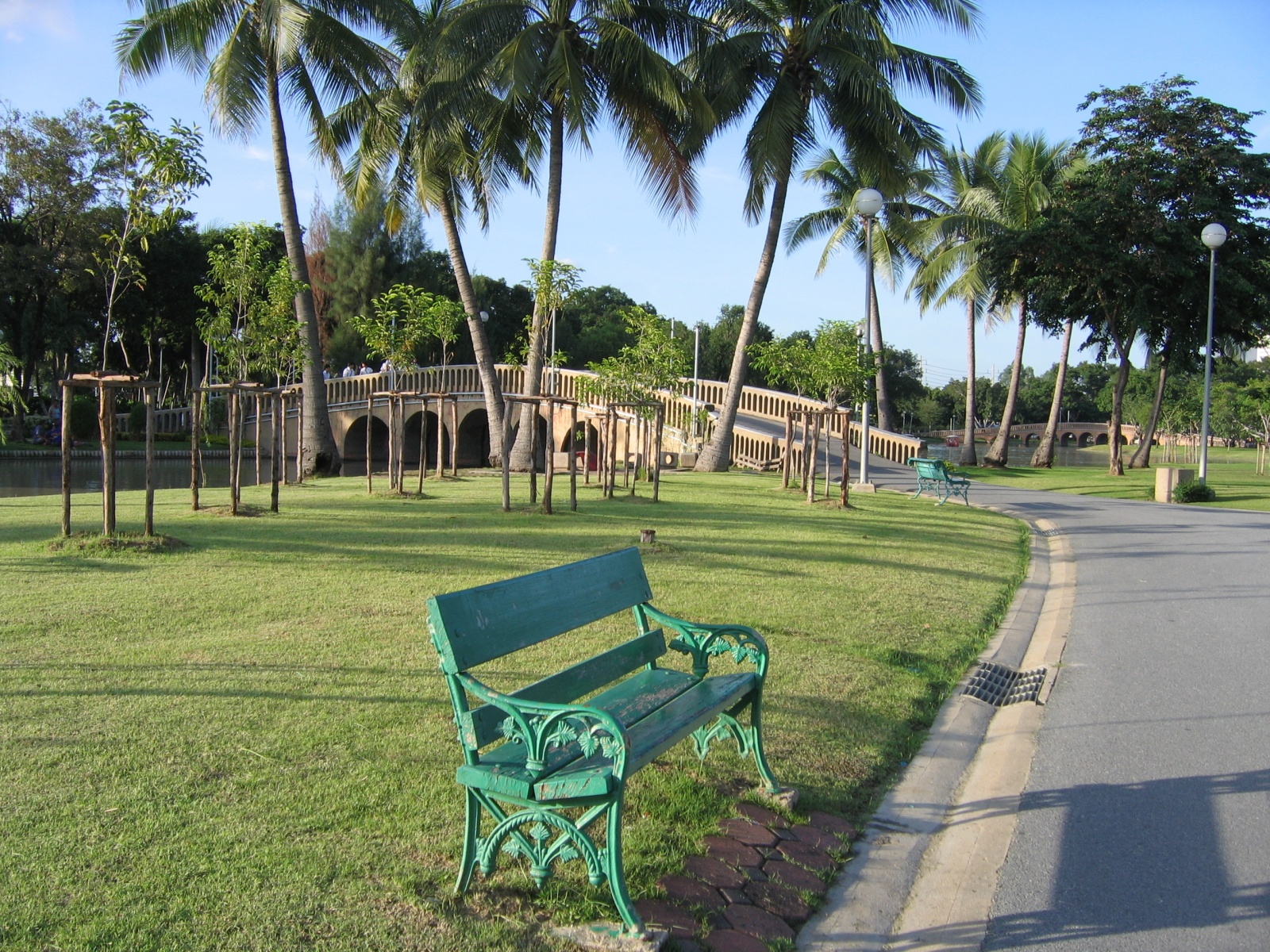
乍都節公園

乍都節公園（皇家轉寫：Suan Chatuchak）位於泰國的首都曼谷的乍都節縣，是拍鳳裕庭路、威拍哇麗蘭室路、甘烹碧路之間的一處公眾遊園地。
1975年由泰國國家鐵路局捐獻土地建築成公園。1980年12月4日，泰國国王拉瑪九世62歲生日那天，公园開放。它的面積約為0.304平方公里。後期，再在鄰近地段，增辟「詩麗吉皇后公園」（Queen Sirikit Park）及「火車公園」（Rot Fai Park），都被「甘烹碧三街」所分隔。整個細長的公園被一個人工湖泊佔據，許多橋樑跨越湖泊連接兩岸。公園裡亦有一座小型的火車博物館，展示泰國的機車及車廂。每逢星期日，都會成為雜貨市集，吸引許多觀光客來購物。

## 公共交通

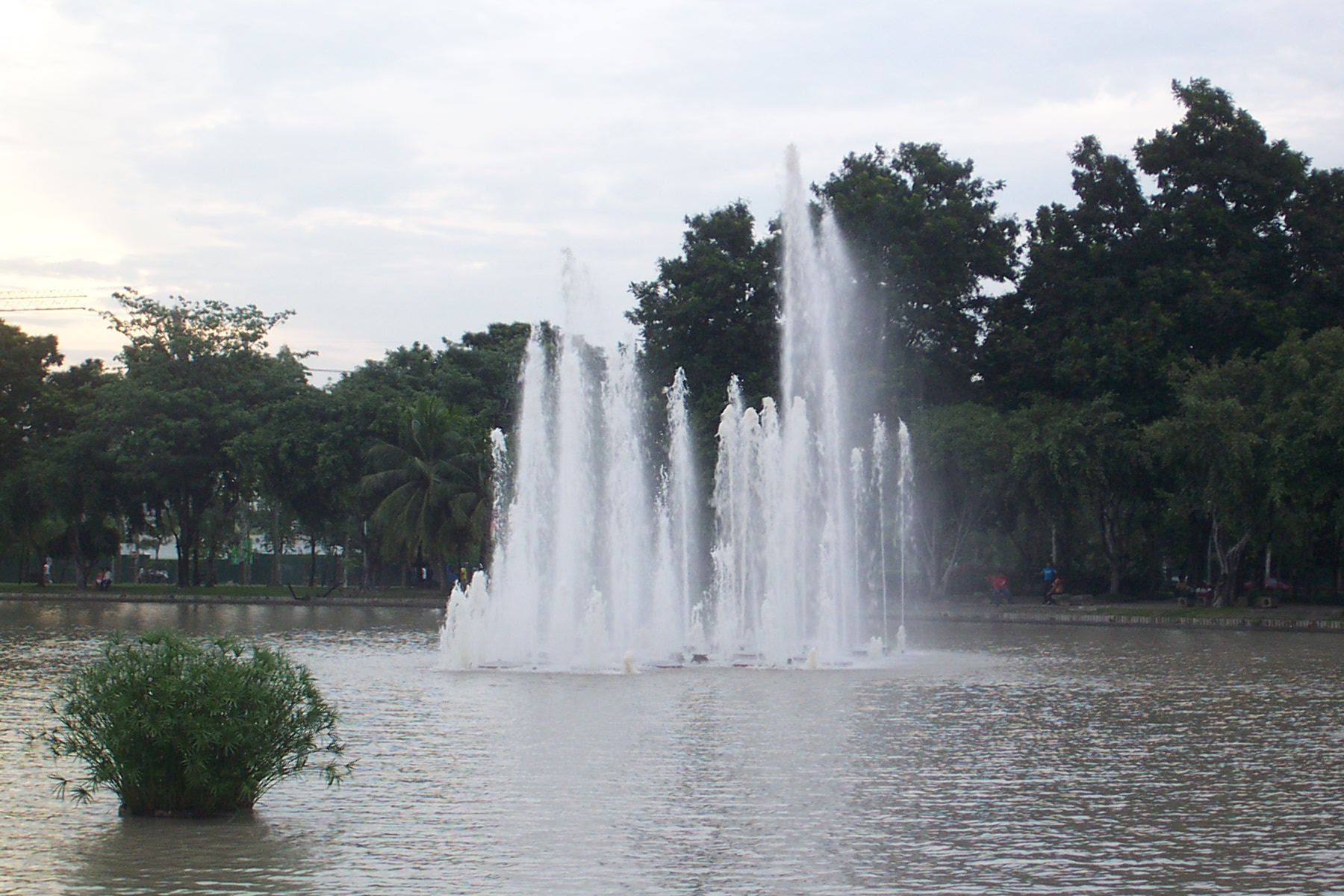
乍都節公園的噴泉

- BTS慕七車站；
- 曼谷地鐵乍都節公園车站；
- 泰國國家鐵路局，挽赐火车站。

## 外部連結
- 乍都節公園